# Arne Skouen
Arne Skouen, född 18 oktober 1913 i Kristiania (nuvarande Oslo), död 24 maj 2003, var en av Norges internationellt mest kända filmregissörer. Han var också journalist och författare. Han var gift med pianisten och skådespelaren Kari Øksnevad med vilken han fick dottern Synne Skouen.

## Biografi
Skouen föddes i Kristiania, hans far arbetade på kontor. Från 1949 var han bosatt i Eiksmarka.
1933-34 arbetade Skouen som sjöman, innan han 1935 började som sportredaktör på Dagbladet. Han gav sig på journalistyrket 1946 och var kulturskribent i Verdens Gang 1947-57 och i Dagbladet 1971-95. 1943-45 (När Norge var ockuperat av Tyskland) arbetade han som press- och mediaman i Stockholm, London (för NRK) och New York. 1967-72 var han ledare för Norske Dramatikeres Forbund.

## Filmer
Skouen regisserade allt som allt 17 filmer, däribland:
- Gategutter (1949). Skouens debutfilm handlar om gatubarns kamp mot strejkbrytare 1924.
- Cirkus Fandango (1954)
- Pyromanen (1955). En film om pyromani.
- Barn av solen (1955)
- Nio liv (Ni liv) (1957, Oscarnominerad) 2005 röstades den fram som Norges bästa film genom tiderna.
- Pastor Jarman kommer hjem (1958)
- Herren och hans tjänare (1959). Ett religiöst drama med Claes Gill i huvudrollen.
- Omringad (1960)
- Bussen (1961). Komedi skriven för Leif Juster som spelade huvudrollen.
- Kalde spor (1962). Samtidsdrama med anknytningar till krigsåren. Skouens fjärde och sista film om ockupationstiden.
- Musikanter (1967). Uppföljare till Bussen.
- en trilogi om barn med beteendeproblem:
  - Om Tilla (1963),
  - Vaktpostene (1965) och
  - Reisen til havet (1966).
- An-Magritt (1969). Efter Johan Falkberget med Liv Ullmann i huvudrollen.

## Böcker
- Gymnasiast (1932)
- Jeg er sjømann og sytten år (1935)
- Nå skulde Ruth sett mig (1937)
- Norske gutter krysser ekvator (1940)
- Barn av solen (1941, filmatiserad 1955)
- Førstemann til Lindesnes (1942)
- Gullstolen (1942)
- Tre små enaktere (1943)
- Fest i Port des Galets (1947)
- Gategutter (1948, filmatiserad 1949)
- Leirplassen (1950)
- Cirkus Fandango (1953)
- Bare om barn (1959)
- Pappa tar gull (1962)
- Pappas dans (1964)
- Pappa blir voksen (1966)
- Rettferd for de handicappede (1966)
- De veldedige politikerne (1969)
- Tusen kyss fra Bagdad (1970)
- Sir Williams bohemer (1972)
- Ytringer (1973)
- Nye ytringer (1976)
- Flere ytringer (1980)
- Ballerina (1976)
- Sigrid Undset skriver hjem (1981)
- Bess (1982)
- Tre filmer og to skuespill (1993)
- En journalists erindringer (1996)
- Jøssingene på Sehesteds plass (2002)

### Böcker skrivna under pseudonym
- Alle elsket enken (1970, kriminalroman under pseudonymen Axel Barre)
- Farlig weekend (1971, kriminalroman under pseudonymen Axel Barre)
- 66 skinnbrev fra Oslo (1943, skildringar av vardagslivet i det ockuperade Norge. Utgiven i Sverige under pseudonymen Bjørn Stallare)
- Jon Vanskrekk (1947, under pseudonymen Terje Rakke)

Många av Skouens verk finns översatta till andra språk, inkl. svenska.
- 1980 utgav Petter Larsen Arne Skouens biografi.
- 1983 satte Simen Skjønsberg ihop en antologi om Skouen: Hverdag og visjon.

## Priser
- Hirschfeldtprisen
- Narvesenprisen 1980
- Oslo bys kulturpris 1983
- Ibsenpriset 1986
- Amandas ærespris 1986
- Jonas-prisen fra Institutt for spesialpedagogikk 1988
- Norsk kulturråds ærespris 1988
- Fritt Ord-prisen 1996
- 2005 utsågs Skouen till "beste norske filmskaper gjennom hundre år". "Kjent som en aktiv og varm forsvarer for de svakeste i samfunnet, både som filmskaper og som journalist i Dagbladet".